# Ритенберга, Дзидра
Дзидра Ритенберга (встречается вариант написания имени Дзидра Артуровна Ритенбергс, латыш. Dzidra Ritenberga; 29 августа 1928 — 9 марта 2003) — советская и латвийская актриса театра и кино, кинорежиссёр. Заслуженная артистка Латвийской ССР (1960).

## Биография
Родилась 29 августа 1928 года в Межилдзере Дундагской волости Вентспилсского уезда, в семье Артура Ритенберга.
Окончила Лиепайскую вечернюю среднюю школу, студию Государственного драматического театра им. А. Упита (педагог Вера Балюна, 1948) и режиссёрское отделение театрального факультета Латвийской государственной консерватории им. Я. Витола (1974).
Была актрисой Лиепайского драматического театра (1948—1957), Рижского театра русской драмы (1957—1962), Московского драматического театра им. К. С. Станиславского (1962—1975). Режиссёр Рижской киностудии (1975—1990).
Член Союза кинематографистов Латвии с 1958 года. Заслуженная артистка Латвийской ССР (1960).
Обладательница приза Венецианского кинофестиваля за исполнение главной роли в фильме «Мальва» режиссёра Владимира Брауна (1957).
Скончалась 9 марта 2003 года после продолжительной болезни. Похоронена на Рижском Лесном кладбище.

## Личная жизнь
Была замужем за актёром Евгением Урбанским, погибшим 5 ноября 1965 года на съёмках фильма «Директор». Их дочь, Евгения (в браке - Вальдмане), родилась в 1966 г. через несколько месяцев после смерти отца.

## Роли в театре

#### Лиепайский драматический театр
- 1950 — «Много шума из ничего» Уильяма Шекспира — Беатриче
- 1956 — «Дни портных в Силмачах» Рудольфа Блауманиса — Элина

#### Рижский театр русской драмы
- 1957 — «Интервенция» Льва Славина — Жанна Барбье
- 1957 — «Последний выбор» Эриха Мария Ремарка — Анна Вальтер
- 1958 — «В какую гавань?» Арвида Григулиса — мадам Альта
- 1958 — «Варвары» М. Горького — Надежда Монахова
- 1959 — «Факел» («Всё остаётся людям») Самуила Алёшина — Румянцева
- 1959 — «Неоконченная песня» Я. Масевича — Дагна

## Фильмография

### Актриса
- 1956 — Мальва — Мальва
- 1956 — Причины и следствия
- 1956 — После шторма
- 1957 — Рождённые бурей — Стефания
- 1958 — Счастье надо беречь — Катя
- 1958 — Гроза над полями — Софья
- 1959 — Эхо — Айя
- 1960 — Чужая беда
- 1960 — Твоё счастье — Вельта
- 1962 — Под одной крышей — Мари Пыдер
- 1965 — Игра без правил — Анна Вельмут
- 1967 — Жаворонки прилетают первыми
- 1968 — Источник — Лёля
- 1969 — Тройная проверка — старшая женского отделения
- 1969 — Преступление и наказание — Луиза Ивановна
- 1970 — Баллада о Беринге и его друзьях — Екатерина I
- 1971 — День за днём — Дзидра Артуровна
- 1971 — Большой янтарь — Сирена Марковна
- 1974 — Не бойся, не отдам! — Элза Микулане
- 1975 — Мой друг — человек несерьёзный — Мирдза
- 1975 — Ключи от рая — жена Насонова
- 1976 — Мастер — клиентка тёти Лиды
- 1977 — Отблеск в воде — секретарь
- 1977 — Будьте моей тёщей! — администратор гостиницы
- 1980 — Долгая дорога в дюнах — Эрна
- 1981 — Помнить или забыть — доктор
- 1981 — Женщина в белом — эпизод
- 1982 — Богач, бедняк… — миссис Лючия
- 1983 — Сад с призраком — Робертсоне
- 1984 — Дверь, открытая для тебя — Эмма
- 1987 — Стечение обстоятельств — профессорша
- 1987 — Если мы всё это перенесём…

### Режиссёр
- 1976 — Эта опасная дверь на балкон
- 1979 — Три минуты лёта
- 1979 — Вечерний вариант
- 1982 — Самая длинная соломинка
- 1985 — Чужой случай
- 1986 — Последний репортаж
- 1988 — Дом без выхода
- 1990 — Вальс длиною в жизнь